# Euphrosine
Euphrosine (лат.) — род морских многощетинковых червей из отряда Amphinomida подкласса Errantia.
Главной отличительной чертой этого рода являются жабры: они занимают довольно большое пространство, простираются позади ног от одного весла до другого и состоят из семи разветвленных арбускул, разделенных и выровненных от спинных пароподий до брюшных. На всех нотоподиях есть спинные усики. Этот род еще более примечателен тем, что у животного есть только одна непарная антенна. Головка узкая, откинута назад и снабжена сверху вдавленным венчиком, который доходит до четвертого или пятого сегмента. Два глаза. Тело продолговатое или овально-продолговатое, тупое на обоих концах.
Встречаются во всех океанах от тропических до полярных вод в обоих полушариях.

## Классификация
По данным World Register of Marine Species, на март 2025 года род включает 54 вида:
1. Euphrosine abyssalis Kudenov, 1993
2. Euphrosine affinis Horst, 1903
3. Euphrosine arctia Johnson, 1897
4. Euphrosine armadillo M. Sars, 1851
5. Euphrosine armadilloides Ehlers, 1900
6. Euphrosine armata Kudenov, 1993
7. Euphrosine aurantiaca Johnson, 1897
8. Euphrosine balani
9. Euphrosine bicirrata Moore, 1905
10. Euphrosine borealis Örsted, 1842
11. Euphrosine calypta Essenberg, 1917
12. Euphrosine capensis Kinberg, 1857
13. Euphrosine ceylonica Michaelsen, 1892
14. Euphrosine cirrata Sars, 1862
15. Euphrosine cirrataepropinqua Amoureux, 1982
16. Euphrosine cirribranchis Hartmann-Schröder & Rosenfeldt, 1992
17. Euphrosine digitalis Imajima, 2009
18. Euphrosine dumosa Moore, 1911
19. Euphrosine echidna Kudenov, 1993
20. Euphrosine foliosa Audouin & H Milne Edwards, 1833
21. Euphrosine globosa Horst, 1912
22. Euphrosine heterobranchia Johnson, 1901
23. Euphrosine hortensis Moore, 1905
24. Euphrosine hystrix Horst, 1903
25. Euphrosine keldyshi Detinova, 1986
26. Euphrosine laureata Lamarck, 1818
27. Euphrosine limbata Moore, 1911
28. Euphrosine longesetosa Horst, 1903
29. Euphrosine maculata Horst, 1903
30. Euphrosine magellanica Ehlers, 1900
31. Euphrosine maorica Augener, 1924
32. Euphrosine mastersi Haswell, 1878
33. Euphrosine monroi Kudenov, 1993
34. Euphrosine mucosa Horst, 1903
35. Euphrosine multibranchiata Essenberg, 1917
36. Euphrosine myrtosa Lamarck, 1818
37. Euphrosine notialis Ehlers, 1900
38. Euphrosine obiensis Horst, 1903
39. Euphrosine orientalis Gustafson, 1930
40. Euphrosine panamica Chamberlin, 1919
41. Euphrosine pelagica Horst, 1903
42. Euphrosine pilosa Horst, 1903
43. Euphrosine polyclada Imajima, 2003
44. Euphrosine pseudonotialis Imajima, 2009
45. Euphrosine ramosa Imajima, 2003
46. Euphrosine samoana Augener, 1927
47. Euphrosine setosissima Ehlers, 1900
48. Euphrosine sibogae Horst, 1903
49. Euphrosine superba Marenzeller, 1879
50. Euphrosine tosaensis Imajima, 2001
51. Euphrosine triloba Ehlers, 1887
52. Euphrosine tripartita Hoagland, 1920
53. Euphrosine uruguayensis Rullier & Amoureux, 1979
54. Euphrosine zaveruchi (Averincev, 1972)